# شرلی میلز
شرلی میلز (انگلیسی: Shirley Mills; ۸ آوریل ۱۹۲۶ – ۳۱ مارس ۲۰۱۰) هنرپیشه، و رقصنده اهل ایالات متحده آمریکا بود که بین سال‌های ۱۹۳۸ تا ۱۹۵۶ میلادی فعالیت می‌کرد.

## گزیده فیلمشناسی
از فیلم‌ها یا برنامه‌های تلویزیونی که وی در آن نقش داشته‌است می‌توان به آثار زیر اشاره کرد.
- خوشه‌های خشم (۱۹۴۰)
- ویرجینیا سیتی (فیلم) (۱۹۴۰)
- سایه یک شک (۱۹۴۳)
- هیچ‌کس نخواهد گریخت (۱۹۴۴)
- فرزند خلف (۱۹۴۴)
- راز خانوادگی (فیلم ۱۹۵۱) (۱۹۵۱)